# Révolution culturelle au Tibet

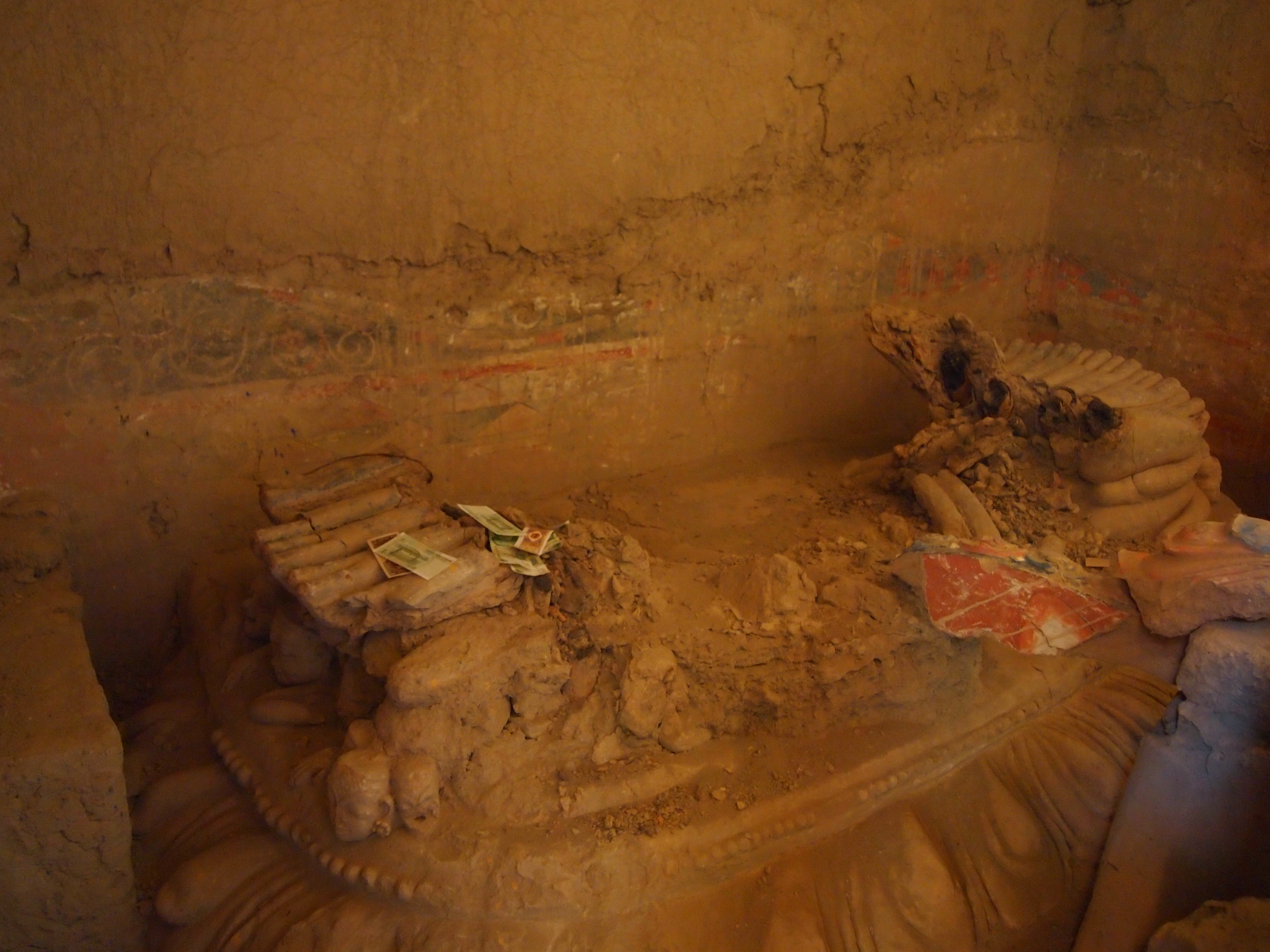
Statue bouddhiste détruite durant la révolution culturelle au monastère de Tholing, royaume de Gugé.

La révolution culturelle au Tibet est l'extension au Tibet de la révolution culturelle chinoise.
En 1966, éclata la révolution culturelle en Chine. En juin 1966, la session extraordinaire du comité du Parti communiste de la région autonome du Tibet décide d'étendre la révolution culturelle au Tibet.
En novembre 1966, les gardes rouges, principalement tibétains, issus de certaines universités de Pékin, arrivent au Tibet. Combinant souvent leur travail révolutionnaire à des séjours dans leur famille, ils propagèrent la révolution culturelle aux villages et herbages de tout le plateau tibétain,.
Selon Pierre-Antoine Donnet, dès 1966, les gardes rouges détruisirent de façon systématique, méthodique, calculée, planifiée et complète la civilisation tibétaine. Selon l'écrivain chinois Wang Lixiong, les autorités au Tibet ont souvent essayé de réfréner les actions radicales, ainsi l'armée populaire de libération a systématiquement soutenu les factions les plus conservatrices contre les rebelles. Les temples et les monastères ont survécu le mieux dans les zones et villes non périphériques où les autorités étaient encore en mesure de faire plus ou moins régner l'ordre,. Dans sa réponse à Wang Lixong, l'historien tibétain Tsering Shakya fait remarquer qu'il rejette la faute sur la victime, alors que ce mouvement de masse n'épargna personne au Tibet comme en Chine.

## Historique
Aux yeux des idéologues du Maoïsme, le Tibet était loin d'être complètement « libéré ».
Dans son ouvrage Mémoire interdite. Témoignages sur la Révolution culturelle au Tibet, l'écrivaine Woeser rapporte l'allocution du premier ministre Zhou Enlai du 15 octobre 1966 à l'institut central des minorités chinoises : « La région tibétaine a été libérée à trois reprises. La première fois en 1951, lorsque l'Armée de Libération est intervenue afin que le Tibet réintègre la grande famille que forme notre nation; la deuxième fois en 1959, lorsque, à la suite des insurrections, le servage a été aboli dans le cadre des réformes économiques; la troisième fois lors de la révolution culturelle, lorsque les lamas ont pu s'émanciper ».
La révolution culturelle débuta au Tibet de façon marquée par l'interdiction des festivités du Monlam en février 1966. Dirigé par Wang Qimei, le Comité de la révolution culturelle fut fondé en mai à Lhassa.

### Scission des gardes rouges: l'«Alliance» contre les «Rebelles»
Selon Melvyn C. Goldstein, cité par Daniel Berounsky, à  Lhassa, en 1968, les partisans de Mao et de ses mots d’ordre se divisent en deux factions antagonistes. Une faction, « l’Alliance » (Nyamdre), regroupe les partisans des autorités locales de l’époque, sous prétexte que la situation au Tibet nécessite un traitement particulier. La 2e faction, « les Rebelles » (Gyenlo ), créée à l’instigation de gardes rouges itinérants venus de l’intérieur du pays, ressent la nécessité de lutter contre certains responsables, conformément à la déclaration de Mao comme quoi « la bourgeoisie s’était infiltrée dans les rouages du parti, du gouvernement, de l’armée et des cercles culturels ». Une 3e force, l’armée populaire de libération, reste en dehors de cette lutte de factions.
Selon l'écrivaine tibétaine Woeser auteur de Mémoire interdite. Témoignages sur la Révolution culturelle au Tibet, cette faction  « les Rebelles » était dirigée par Tao Changsong, un Han originaire de Yangzhou et affecté au lycée de Lhassa en 1960. De septembre 1968 à octobre 1976, il fut vice-président du Comité révolutionnaire de la région autonome du Tibet. Melvyn C. Goldstein indique qu'au début de l'année 1968, plus de 300 cadres, y compris les dirigeants, tel Tao Changsong de la faction Gyenlo, Liu Shaoming de la faction Nyamdre et Ren Rong le commandant du secteur militaire, se rendirent en classe d'études à Pékin.
Pour Kim Yeshi, il n'existait pas de véritables différences idéologiques entre les deux factions. Celles-ci reflétaient la « lutte des pouvoirs qui faisaient rage en Chine » et les rancœurs accumulées au niveau local. Les conditions d'une « guerre civile » existaient sur le Tibet.
Le temple de Jokhang est l'une des deux bases des gardes-rouges tibétains de la faction Gyenlo. En juin 1968, l'armée populaire de libération sort de sa réserve et attaque cette forteresse, ce qui se traduit par la mort de 12 militants Gyenlo et de deux soldats.

### Création du Comité révolutionnaire (1968)
Les responsables de la révolution culturelle chinoise créent un Comité révolutionnaire en septembre 1968. Ce comité a pour objectif de lutter contre le séparatisme tibétain et les mouvements anti-maoïstes. Sa direction était assurée à Lhassa par Wang Qimei.

### Les révoltes de 1969
En 1969, des révoltes armées ont éclaté dans plusieurs secteurs du Tibet. Selon Wang Lixiong les Tibétains combattaient pour défendre leurs terres et troupeaux qui devaient être restitués aux communes populaires. Laurent Deshayes indique que la mise en place des communes populaires, effectuées entre 1969 et 1975, a détruit les organisations sociales (organisation des villages et partage des biens) et les techniques agricoles traditionnelles (culture de l'orge, rotation des cultures). Ces rébellions ont été rapidement matées.
Melvyn Goldstein rapporte, à propos de l'incident de Nyemo, les différents types de slogans utilisés ; en plus de crier  « plus de ventes de grain », « aucune commune », « liberté pour le commerce », « tous les pouvoirs aux dieux », il apparaît aussi des slogans plus politiques comme  « Le Tibet est indépendant ». Pour l'historien tibétain Tsering Shakya il s'agit d'une révolte nationaliste pour se débarrasser de l'« oppresseur ».

#### L'«Incident de Nyemo» et les «gardes rouges bouddhistes» (Melvyn Goldstein)
Selon  Melvyn Goldstein, Ben Jiao, et Tanzen Lhundrup, après leur éviction de Lhassa, les militants Gyenlo se rabattent sur la région de Nyemo, entre Lhassa et Shigatse, où ils trouvent un appui en exploitant le mécontentement des paysans contre les impôts sur les récoltes de céréales et en préconisant le démantèlement des communes populaires, tout cela sous le manteau de la terminologie communiste de la lutte contre la ligne capitaliste réactionnaire.
Selon Melvyn Goldstein, à Nyemo, une ancienne nonne, Trinley Chödrön, rejoint la faction Gyenlo. Elle déclare être habitée par la déesse Ani Gongmey Gyemo, l'instructrice du roi Gesar dans l'épopée de ce nom, après avoir subi le rituel d'« ouverture des portes des veines », tout en se qualifiant aussi de « bras droit du président Mao ». Si elle est mue par la volonté de reconstituer les monastères, pour les chefs de la faction Gyenlo, elle n'est qu'un moyen pour gagner davantage de gens à leur cause. Les forces Gyenlo à Nyemo prennent le nom officieux d'« armée des dieux de Gyenlo », et celui, officiel, de « quartier général des paysans et des pasteurs ». Bientôt entourée d'une trentaine de « héros-guerriers » prétendant être possédés par des héros de l'épopée du roi Gésar, Trinley Chödrön  en vient à être considérée comme la déesse Ani Gongmey Gyemo elle-même. En juin 1969, en l'espace de trois semaines, une trentaine de personnes sont mutilées (par section des mains ou des jambes) ou tuées par les « héros-guerriers » suivant les consignes de Chödrön : des incrédules face à ses pouvoirs surnaturels, des opposants à l'ordre Gyenlo et des gens qui avaient causé du tort à la communauté monastique. Ces événements sont suivis du massacre d'une troupe de soldats non armés et de cadres dans le district de Bagor lors de l'anniversaire du « massacre de Jokhang ». Ce succès encourage l'« armée des dieux de Gyenlo » à s'en prendre à l'escadron militaire du comté. Mais là, malgré les khatas censées les protéger des balles, plusieurs des assaillants sont tués tandis que les autres battent en retraite, désillusionnés. À partir de ce moment, c'est la débandade, une partie des rebelles s'enfuit dans les montagnes pour éviter d'être pris par l'APL venue encercler leur quartier général. La nonne, qui s'est réfugiée dans une grotte, est capturée. 34 rebelles sont exécutés, 28 emprisonnés et 48 placés sous surveillance de la population. Ainsi prend fin ce que Melvyn Goldstein et al. appellent l'« incident de Nyemo » avec ses « gardes rouges bouddhistes ».

#### La «révolte de Nyemo» (Kim Yeshi)
Selon Kim Yeshi, contestant la mise en place des communes populaires, des révoltes de Tibétains éclatèrent comme à Nyemo. La nonne  Trinley Chödrön et ses partisans attaquèrent l'armée populaire et tuèrent quatorze cadres et soldats. Les Chinois constatèrent que les exigences de Trinley Chödrön concernaient les « ennemis de la foi » et non les « valets du capitalisme », cible de la révolution culturelle. La rébellion d'une « extrême violence rallia des centaines de sympathisants et le mouvement s'étendit à dix-huit comtés ». C'était une réaction à la révolution culturelle et l'expression des Tibétains « devant les attaques menées depuis une décennie contre leur identité et leur culture ». Les Chinois réprimèrent la révolte, Trinley Chödrön  et quinze de ses partisans furent exécutés.

#### «Soulèvement nationaliste tibétain» (Ann Riquier)
Selon Ann Riquier, lors d'une vague de soulèvement nationaliste tibétain, Trinley Choedon, qui reconnut avoir conduit une rébellion de l'Est à l'Ouest du Tibet ayant rassemblé 30 000 personnes, fut exécutée en public en 1969.
Selon un Tibétain qui assista à son exécution, la nonne Tinley Chodron, originaire du village de Pusum à Nyemo, était considérée comme une émanation de Labja Gongmo, un oiseau sacré de l'épopée de Gesar.

#### «Démantèlement des forteresses féodales»
Selon la revue Revolutionary Worker, journal du Parti communiste révolutionnaire américain, les forteresses féodales qu'étaient les milliers de monastères furent vidées et démantelées lors d'un gigantesque mouvement de masse. Ce démantèlement, d'après tous les récits disponibles, fut l'œuvre quasi-exclusive des serfs tibétains eux-mêmes, conduits par des militants révolutionnaires. Les objets de culte, à l'exception de pièces de grande valeur historique, furent détruits en public pour briser les superstitions séculaires. Les matériaux de construction furent redistribués aux gens pour construire maisons et routes, et les forces armées révolutionnaires dynamitèrent souvent les vestiges. Tel fut le verdict de la révolution culturelle sur les monastères et leur nature de classe : plus jamais ils ne vivraient des souffrances des masses. De ce point de vue, ce démantèlement fut non pas une « destruction insensée », un « génocide culturel » mais un acte politique conscient de libération du peuple.

#### Mao, icône religieuse
Pour Wang Lixiong, il est une question que les autorités chinoises aussi bien que les nationalistes tibétains s'efforcent d'occulter, c'est le fait qu'à l'apogée de la révolution culturelle, des centaines de milliers de Tibétains s'en prirent aux temples qu'ils avaient vénérés pendant des siècles et les mirent en pièces, rejetant leur religion et devenant les dévôts de Mao Zedong, le chef des occupants Han. Cet épisode a été désavoué depuis par le parti communiste chinois. Pour les  Tibétains qui y ont participé, il s'explique par les pressions exercées sur eux par les Hans. Quant aux critiques étrangers, ils refusent d'admettre que cet épisode ait jamais eu lieu, incapables d'imaginer que les Tibétains aient pu délibérément faire  une telle chose.
Jean Dif rapporte un témoignage golok dans l'Amdo, « les Tibétains doivent chaque matin énumérer les tâches qu’ils pensent accomplir durant la journée devant un portrait de Mao. Le soir ils reviennent rendre compte devant le portrait de ce qu’ils ont fait. Mao est devenue une icône religieuse ! ».
La nonne Trinley Chödrön à Nyemo voyait dans le président Mao, dont elle se disait le « bras droit », l'incarnation du bodhisattva de la sagesse Mañjuśrī.

### Fin de l'ère maoïste
En 1978, selon Robert Barnett, la politique de libéralisation et d'ouverture lancée par Deng Xiaoping met un terme à l'ère maoïste : les costumes traditionnels réapparaissent, les monastères sont reconstruits, les pèlerinages reprennent, la langue tibétaine reprend sa place, c'est ce que certains anthropologues appellent « revitalisation » ou d'autres « renaissance de la culture tibétaine » ».
En 1980 Hu Yaobang a mené une tournée d'inspection au Tibet, les modérés du parti communiste chinois frayent la voie à une utilisation accrue de la langue tibétaine, à la reconstruction des bâtiments religieux (débouchant dans certaines régions sur un plus grand nombre de temples aujourd'hui qu'avant 1951) et à l'encouragement de la culture tibétaine

Selon Laurent Deshayes et Frédéric Lenoir, l'éviction politique puis le décès de Hu Yaobang en 1989  « brisent ce timide élan réformateur ».

## Origine des gardes rouges
Pour la journaliste  Dorothy Stein, alors qu'il y a des preuves montrant qu'une bonne partie des destructions subies par les institutions religieuses pendant la révolution culturelle est en réalité l'œuvre de gardes rouges d'ethnie tibétaine, on en fait depuis porter le chapeau aux Chinois tandis que se renforce la tendance des Tibétains et de leurs sympathisants pro-nationalistes à voir les choses uniquement en termes d'opposition ethnique. Pour l'anthropologue népalais Dor Bahadur Bista, présent à Lhassa vers la fin de la révolution culturelle, les destructions étaient non pas le fait de Chinois mais de Tibétains faisant partie des gardes rouges : anciens lamas, anciens moines, anciens disciples de divers monastères, qui détruisaient sous l'étiquette de la Garde rouge. Tenzin Choedrak, qui fut le médecin personnel du 14e dalaï-lama et connut la prison sous la révolution culturelle,, indique que « dès septembre 1966, à Lhassa comme dans les autres camps du Tibet, les gardes rouges étaient tous des Tibétains. Ils parlaient parfaitement le chinois, mais tous comprenaient notre langue. Chaque après-midi, ils nous imposaient la lecture des journaux de propagande ».
Le journaliste Gilles Van Grasdorff évoque le rôle joué par des enfants tibétains déplacés lors des évènements de la révolution culturelle au Tibet : « Les enfants enlevés entre 1951 et 1955 ont été éduqués au communisme maoïste. Certains étaient parmi le million de gardes rouges sur la place Tian'anmen le 18 août 1966. Ce sont ces jeunes Tibétains qui investiront Lhassa quelques semaines plus tard ». 
Selon l'intellectuel et écrivain chinois Wang Lixiong, la majorité des gardes rouges qui parvinrent dans la région autonome du Tibet étaient des étudiants tibétains revenant des universités chinoises. En raison de la faiblesse des transports et des énormes distances à franchir, dans les faits seul un nombre réduit de gardes rouges Han atteignirent le Tibet. Le fait qu'ils aient souvent gardé le nom d'origine de leur organisation (par exemple les « Gardes rouges de la capitale ») est une des raisons de leur confusion avec des gardes rouges Han. Avec le retour progressif de ces gardes rouges tibétains, qui souvent combinèrent leur travail révolutionnaire à des séjours dans leur famille, les étincelles de la révolution culturelle gagnèrent les villages et les herbages de tout le plateau tibétain, laissant derrière elles un sillage de destruction.
L'historien Tsering Shakya indique que les gardes rouges « sentaient que le Tibet et les Tibétains devaient être "révolutionnarisés", et se voyaient eux-mêmes comme des révolutionnaires avancés venus à l'aide d'élèves attardés dans une région sous-développée » et eurent un effet dévastateur sur la culture tibétaine.[Passage problématique]
Selon Kunsang Paljor (cité par Dawa Norbu), qui travaillait au Tibet Daily News lors de la révolution culturelle, au moins 8 130 gardes rouges chinois de 12 institutions scolaires en Chine continentale vinrent à Lhassa, et seules 3 écoles tibétaines de Lhassa furent impliquées au début de la révolution culturelle[pas clair].

## Exactions des comités de quartiers et des gardes rouges
Sur la base de photos prises au Tibet durant la révolution culturelle par son père, alors cadre de l’armée chinoise, Tsering Woeser, interviewa 70 personnes photographiées. Elle conserva 23 témoignages pour un ouvrage, Mémoire interdite. Témoignages sur la Révolution culturelle au Tibet, introuvable en Chine et qui fut publié à Taïwan. Elle veut comprendre pourquoi des temples comme le Jokhang ont été saccagés par les jeunes gardes rouges, comprenant des Hans, mais aussi une majorité de Tibétains, venus de Pékin ou des lycées de Lhassa[citation nécessaire]. Woeser explique : « Les plus jeunes, souvent, croyaient vraiment à la propagande de Mao. Elle était efficace et, d'ailleurs, on y a cru dans le monde entier. Mais on s'aperçoit aussi combien de gens n'avaient pas le choix : ils participent parce qu'ils ont peur. Parce que c'est la seule manière de survivre. » Une Tibétaine explique comment le comité de quartier rassemblait la population pour aller détruire les bouddhas, et menace de rayer ceux qui refuseraient, du registre d'état civil ou de les priver de tickets de rationnement.
Pour Mobo Gao, la majorité des témoins interrogés par l'écrivain Wei Se (Woeser) pour son livre Mémoire interdite. Témoignages sur la Révolution culturelle au Tibet, affirment que ce sont les militants tibétains des comités de quartiers et non les gardes rouges qui causèrent le plus de dégâts au patrimoine religieux. Ces militants étaient pour la plupart originaires de milieux sociaux très pauvres et certains d'entre eux passaient pour des gredins, des voleurs et des bandits aux yeux de certains témoins interrogés.
Pour le tibétologue Robert Barnett, l’implication de Tibétains ordinaires dans la mise à sac des monastères au début de la révolution culturelle, comme indiquée par certains articles de presse, n’est pas une révélation ni du journalisme d’investigation.
Selon Thomas Laird, le gouvernement chinois poussa les Tibétains à s'attaquer au système social et religieux traditionnel du Tibet, et à détruire des monastères. Au contraire de la situation en Chine continentale où la révolution culturelle visait à débusquer les droitistes du Parti menaçant son autorité, au Tibet le PCC empêcha le peuple de s'en prendre à lui et devint l'outil d'un ethnocide culturel.
Laurent Deshayes indique qu'au nom de la lutte contre les quatre vieilleries (vieilles idées, culture, coutumes et habitudes) commence une « vague de répression religieuse ». Le sociologue chinois Rong Ma précise que les luttes entre diverses organisations révolutionnaires et leur surenchère dans la mise à bas des quatre vieilleries dans la région autonome du Tibet causèrent bien des dégâts aux monastères et au patrimoine culturel traditionnel.
Selon Kunsang Paljor qui travaillait au Tibet Daily lors de la révolution culturelle, les gardes rouges chinois ne vinrent pas seulement avec une mission idéologique, mais aussi pour la sinisation des Tibétains au nom de la pensée de Mao Zedong. La révolution culturelle au Tibet donna lieu à une destruction systématique des cultures indigènes et des tentatives d'imposer en force la culture han aux Tibétains. Kunsang Paljor précise que lorsque les gardes rouges s'attaquaient aux temples et aux monastères de Lhassa, les jeunes Chinois savaient ce qu'ils voulaient détruire et ce qu'ils voulaient sauver. Tous les objets de valeur du Tsuglak Khang, Ramoche, Norbulingka, Tengyeling, Dzong Kyap Lukhang, etc. étaient empaquetés soigneusement prêts à être emportés. C'est seulement alors que les gardes rouges autorisaient la destruction.
Selon Gilles van Grasdorff, les exactions commises lors de la révolution culturelle par les gardes rouges envers la communauté religieuse, conduisent à des persécutions et des humiliations notamment à travers les thamzings.
Selon Pierre-Antoine Donnet, les tortures incluent des viols de tibétaines, et même d'enfants. On coupe aussi les mains, les oreilles, le nez et la langue des victimes qui doivent parfois creuser leur propre tombe avant d'être exécutées.

### Profanation de tombes
Durant la révolution culturelle dans les régions tibétaines, les tombes de certains grands maîtres bouddhistes furent profanées. Ainsi, la tombe de Tsongkhapa au monastère de Ganden fut détruite par les gardes rouges qui contraignirent un lama tibétain, Bomi Rinpoché, à jeter au feu la momie de Tsongkhapa,. De même, les dépouilles des précédents panchen-lamas furent profanées par les gardes rouges.

### Destruction du patrimoine culturel

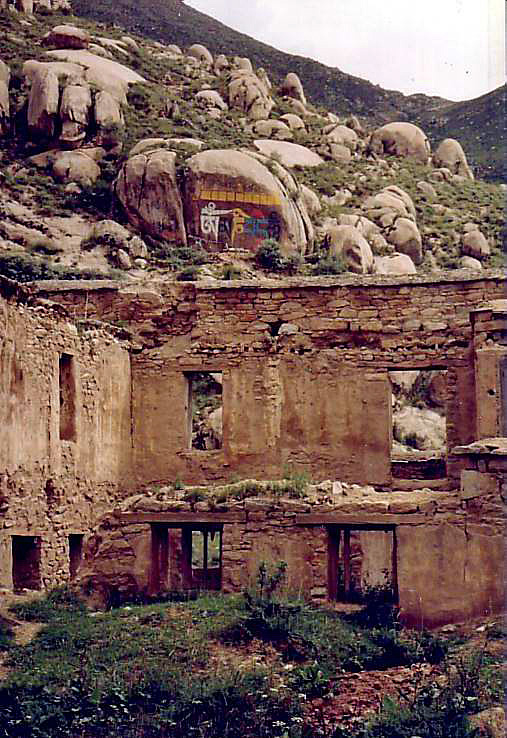
Photo datant de 1993 d'une partie détruite du monastère de Drepung.

#### Chiffres
Selon le gouvernement tibétain en exil, des 6 259 monastères et couvents qui existaient dans l'ensemble des régions tibétaines, il n'en restait qu'une huitaine en 1976. Selon Campagne internationale pour le Tibet, ils avaient été partiellement ou totalement détruits dans les années 1960 et 1970,. Thomas Laird est d'avis que, si certains monastères avaient été détruits par les bombardements lors de l'invasion de 1949-1951 et de la rébellion de 1958 et 1959, la plupart furent démantelés pendant la révolution culturelle,.
Au début des années 1980, le journaliste américain, Fox Butterfield rapporte que des fonctionnaires chinois l'avaient informé qu’avant 1959, il y avait 2464 monastères au Tibet, et qu’après la révolution culturelle, il n’en subsistait plus que dix. Ils mentionnaient notamment que l’un d’entre eux, Ganden, le troisième en importance et qui contenait 10 000 moines, avait tout simplement disparu. Le site de l'Institut de cartographie du Tibet, pour sa part, affirme que « Si on dit que plus de 2000 monastères et lieux-saints ont été détruits par les Gardes Rouges (...), personne ne peut en fournir la liste, ni les localiser sur une carte. On attend toujours qu'un tibétologue rédige une liste et une description des lieux saints du Tibet ».
La tibétologue Fabienne Jagou, pour sa part, conteste ces chiffres et ces dates, affirmant que le nombre des monastères encore debout en 1966 ne s'élevait plus qu'au quart de leur nombre de 1959 (soit 2 176 à 2 500) et que la majorité des destructions avait eu lieu non pas pendant la révolution culturelle mais entre 1959 et 1966. Elle signale que le chiffre de 6 254 avancé par Van Walt van Praag en 1987 est « aujourd'hui contesté ».

#### Exemples
Selon Pierre-Antoine Donnet, le Jokhang et le Ramoché au centre de Lhassa furent les premières cibles des gardes rouges. La mise à sac du Jokhang débuta le 6 août 1966. Après ces deux édifices, ils s'en prirent au Norbulingka dont tous les palais furent dévalisés avec minutie. Le mouvement s'étendit au reste de Lhassa, seul le palais du Potala et 13 autres lieux de culte du Tibet furent inaccessibles aux gardes rouges, sur ordre du premier ministre Chou En-Lai, à ce qu'affirmèrent par la suite le gouvernement chinois et certains historiens occidentaux.
Dawa Norbu décrit le cas de la ville de Sakya, où il y avait 108 monastères et temples. En 1968, il n'en subsistait qu'un seul. La révolution culturelle y fut menée de façon systématique. D'abord, quelques gardes rouges arrivaient et tenaient une réunion avec le personnel administratif chinois, et les progressifs locaux (yar-thonpa). Puis, ils parcouraient la ville en annonçant la grande révolution culturelle prolétarienne. Ils demandaient de façon rhétorique : « Qui se portera volontaire pour détruire les centres de superstitions ? ». Quand la majorité des habitants du village montraient une réluctance à venir, une foule immense d'un autre village - à Sakya ce fut celui de Dongka - venait et détruisait la plupart des monastères célèbres. Les Chinois faisaient appel à l'attrait des Tibétains pour le bois des structures des monastères qu'ils étaient autorisés à prendre. L'or, l'argent et les bijoux précieux des statues avaient été collectés avec soin par la Commission pour les reliques culturelles avant l'arrivée des gardes rouges. La plupart des informateurs disent qu'elles ont été envoyées en Chine.
Selon le bureau du Tibet à New-York, la célèbre statue du Jowo Mikyoe Dorjee, une statue révérée depuis son arrivée au Tibet au VIIe siècle et qui était située au temple de Ramoché, fut disloquée et expédiée en Chine durant la révolution culturelle. On doit sa restauration en 1985 à Ribur Rinpoché et au 10e Panchèn Lama. Une statue du Bouddha de 16 mètres de haut, construite par le 2e karmapa Karma Pakshi dans un temple à Tsourphou au XIIIe siècle, faite de bronze et d'or et qui abritait des reliques du Bouddha Gautama et de certains de ses disciples, fut dynamitée par les gardes rouges dans les années 1960.
À mesure que l'ancien Tibet était détruit, le bois et matériel de construction des monastères démantelés fut réutilisé pour construire des baraquements pour les troupes de l'armée populaire de libération ou des logements pour les fonctionnaires chinois à Lhassa. Le parti communiste chinois (PCC) autorisa la conservation de certains temples comme entrepôts à grains ou quartier général. Les statues de Bouddha en adobe qu'ils contenaient furent brisées ou fondirent sous la pluie après l'arrachement des toits. Les statues de cuivre furent fracassées et laissées sur place en tas, celles en or, argent et bronze furent enlevées et envoyées en Chine par camion. Dans une fonderie près de Pékin, plus de 600 tonnes de ces statues furent traitées. La plus grande partie du patrimoine culturel a disparu. Des enfants tibétains furent forcés de démanteler les temples.

#### Freins
Selon l'écrivain chinois Mobo Gao, les autorités au Tibet ont souvent essayé de réfréner les actions radicales, ainsi l'armée populaire de libération a systématiquement soutenu les factions les plus conservatrices contre les rebelles. Les temples et les monastères ont survécu le mieux dans les zones et villes non périphériques où les autorités étaient encore en mesure de faire plus ou moins régner l'ordre. Par contre, le monastère de Ganden, à quelque 60 km de Lhassa, l'un des principaux centres de l'école des Bonnets jaunes du bouddhisme tibétain, fut réduit à l'état de ruine,. Dans sa réponse à Wang Lixong, l'historien tibétain Tsering Shakya fait remarquer qu'il rejette la faute sur la victime, alors que ce mouvement de masse n'épargna personne au Tibet comme en Chine.
Pour le 10e panchen-lama, il est inexact de dire que les forces destructrices la révolution culturelle furent dirigées uniquement contre le Tibet ou la nationalité (l'ethnie) tibétaine : en effet, la vague de destructions et de vandalisme gratuits qui toucha le Tibet et les zones à population tibétaine, toucha également la totalité du territoire au niveau national et toutes les zones propres aux 56 nationalités (ethnies), y compris la chinoise. On a tort de décrire cet épisode comme étant la destruction totale de la culture tibétaine par les Chinois.

### Atteintes aux personnes

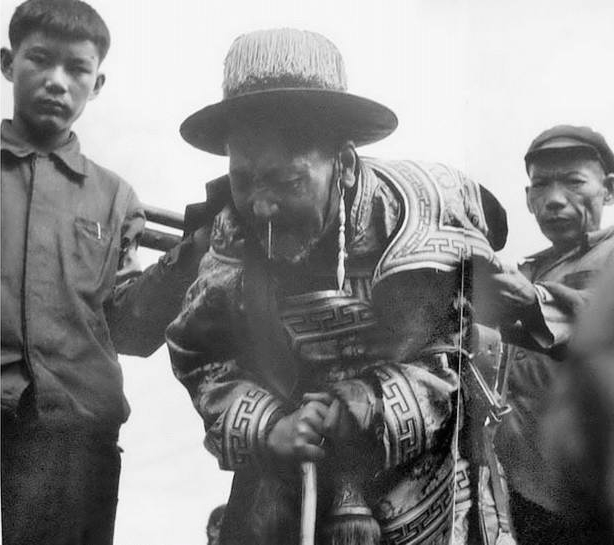
Séance de lutte de Sampho Tsewang Rigzin du Tibet.

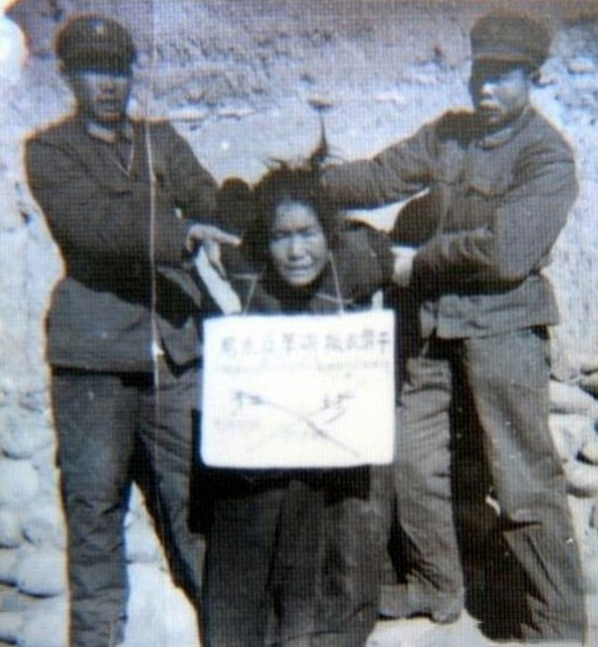
Tibétaine du nom de Rindron, exécutée pour avoir participé à la rébellion contre-révolutionnaire de Nyemo durant la révolution culturelle (1969)

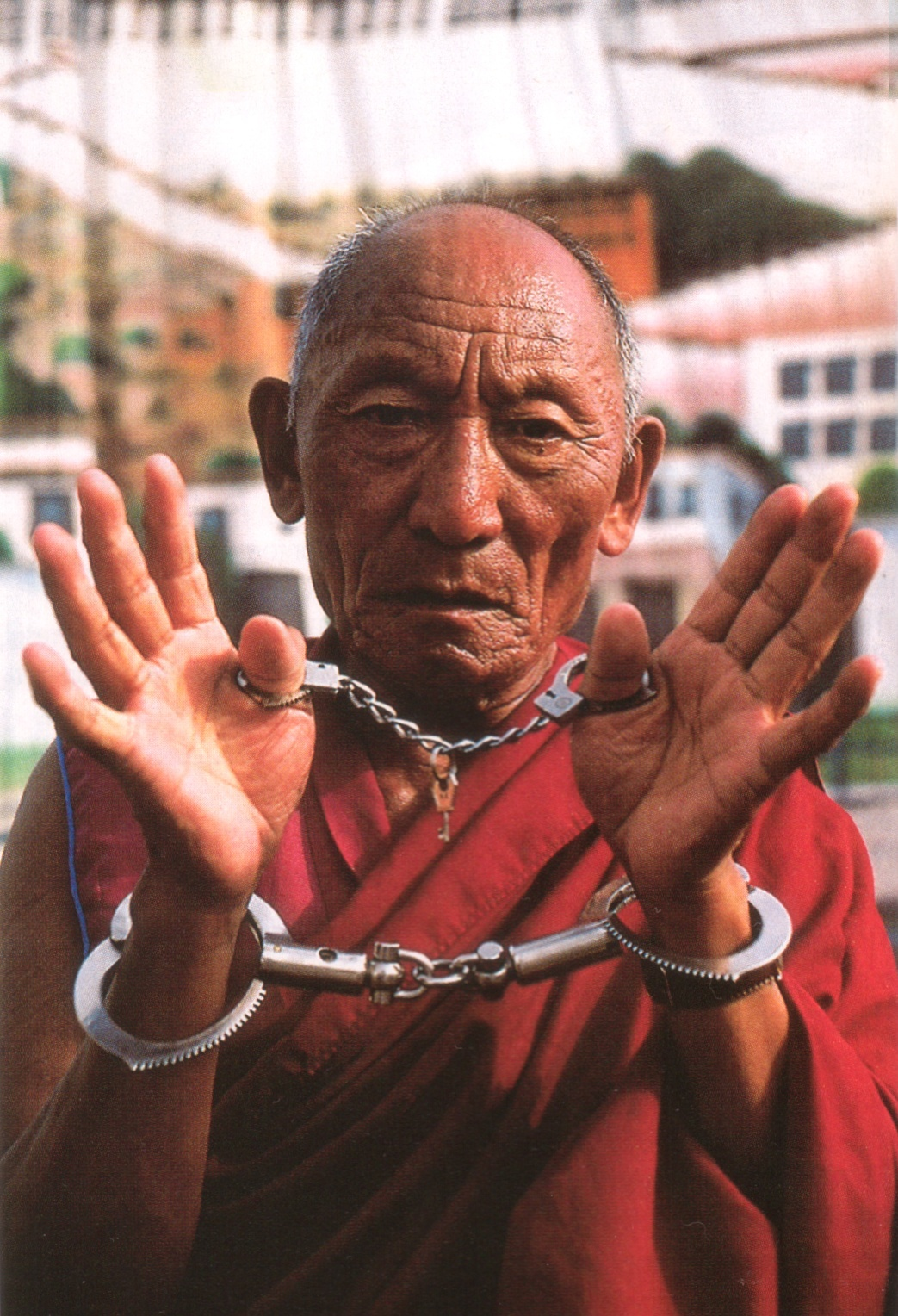
Palden Gyatso, en juillet 2000, en France

La destruction a aussi touché les logements privés. Les drapeaux de prières qui ornaient les toits et les autels de la plupart des demeures tibétaines furent détruits. Bien souvent, les maisons furent saccagées et si on y trouvait caché de « vieux » articles tibétains, pas seulement religieux, comme d'anciens billets de banque tibétains ou des vêtements tibétains traditionnels, le chef de famille était puni.
Selon les auteurs de l'ouvrage Le Livre noir du communisme, la révolution culturelle serait responsable de la mort d'entre 400 000 et 1 million de personnes dans l'ensemble de la Chine. Selon le gouvernement tibétain en exil, pour le Tibet (Ü-Tsang, Amdo, Kham), sur un total de 592 000 moines et nonnes, plus de 110 000 auraient été torturés et mis à mort et 250 000 défroqués de force.
Selon Thomas Laird, les membres de l'élite tibétaine qui avaient été utilisés par le pouvoir chinois entre les années 1950 et 1960 furent stigmatisés par les gardes rouges au cours de séances de thamzing (séances d'autocritiques) où ils étaient battus et torturés, et ceux qui ne mouraient pas étaient emprisonnés. Le gouvernement tibétain en exil estime que 92 000 Tibétains périrent au cours de ces séances d'autocritique.
Durant la révolution culturelle, Ribur Rinpoché fut soumis à 35 « séances de lutte » devant 30 à 400 personnes attroupées. En général le soir, entre 20 h et 23 h après le travail, il devait porter un long chapeau pointu et sa robe de moine, pour signifier sa mauvaise classe. On lui collait toute sorte de badges et d'objets religieux pour le ridiculiser, et il était promené dans le marché de Lhassa, sous le son des trompettes, des gongs, et des quolibets des gardes rouges. Son accusateur, un Chinois du nom de Guo Xianzhi, chef du district de Lhassa, l'accusait de contacts secrets avec le dalaï-lama, des « réactionnaires étrangers », et de vouloir créer un mouvement pour l'indépendance du Tibet. Il devait apparaître au public, les mains posées au sol, tête baissée, et était alors battu et critiqué. Il reçut un jour un coup de crosse de fusil sur son oreille droite, et n'entend plus très bien depuis.
Dans son ouvrage Tibet mort ou vif publié en 1990, Pierre-Antoine Donnet écrit : « En l'absence de chiffres vérifiables, il semble évident pour un observateur étranger que des centaines de milliers de Tibétains ont disparu, victimes de mort non naturelle, pendant la Révolution culturelle ».
En novembre 1970, Palden Gyatso fut témoin d’exécutions publiques qu’il décrit avec horreur dans son autobiographie. Il fut amené avec des centaines d’autres Tibétains des prisons de Lhassa à la prison de Drapchi pour assister à une réunion annuelle de « récompenses et châtiments ». Les gardes sortirent des rangs ceux des prisonniers qui allaient être exécutés, ligotés et bâillonnés, ils portaient autour du cou de lourds blocs de bois gravés de caractères chinois. Palden Gyatso fut contraint à s’avancer près de Kundaling Kusang (Pamo Kusang), une célèbre femme tibétaine au visage enflé et couvert de meurtrissures, ne pouvant à peine respirer et qui était accusée d’activités contre-révolutionnaires visant à renverser la dictature prolétarienne. Elle fut, ainsi que 14 autres Tibétains, contraints de s’agenouiller devant une fosse près du monastère de Séra, et abattus par un peloton d’exécution, les survivants à la première rafale furent achevés d’une balle à bout portant. Les familles furent informées par une facture indiquant le nombre de balles, la taille de la corde ayant servi à ligoter. En 1971, Palden Gyatso fut le témoin de 3 autres condamnations à mort, l’un des prisonniers était uniquement accusé d’avoir éraflé un portrait de Mao, accident qui fut la source d’un procès d’intention ayant conduit à son exécution.

### La médecine tibétaine
Selon Craig R. Janes, durant la révolution culturelle, de nombreux médecins tibétains étaient qualifiés d’ennemis de classe, ils subirent des traitements particulièrement sévères, envoyés dans des camps de travail, il leur était interdit de pratiquer la médecine. En 1973, la médecine tibétaine avait  presque totalement disparu.
Selon Mona Schrempf, la médecine tibétaine a continué être enseignée et être pratiquée pendant la révolution culturelle dans des circonstances compromises : la pratique et l'instruction privées ont été éliminées ou seulement poursuivies secrètement, alors que l'enseignement diplômant a été dépouillé de ses liens avec la pratique religieuse et la théorie médicale. Durant cette période, la génération de médecins tibétains issus des institutions d'État n'a pas eu accès à une éducation selon le système médical tibétain, un fait qui se ressent sur les générations actuelles d'étudiants.
Selon Yeshi Donden, l'excision des aspects spirituels de la tradition médicale s'est poursuivie au moins jusqu'en 1989.

## Famine
Selon Pierre-Antoine Donnet, la famine refit son apparition lors de la révolution culturelle au Tibet. Au Tibet central, en 1970, il y avait plus de 1 000 communes populaires, chacune collectivisant 100 à 200 familles. En décembre 1995, il y en avait environ 2 000 dans près de tous les comtés du Tibet central (U-Tsang). Dans ces communes populaires, les cadres chinois imposèrent la culture du blé et des récoltes annuelles, alors que les Tibétains cultivaient traditionnellement l'orge, plus adapté aux fragiles sols du plateau du Tibet, et alternant l'année de récolte et une année de friche pour permettre aux sols de se reconstituer. Il en résulta un épuisement des sols, de maigres récoltes, diminuant considérablement la production céréalière, vidant le grenier à grains que constituait le Tibet avant 1950, et entraînant de nouvelles famines sévères dans certaines régions du Tibet. Cette situation fut aggravée par les préparatifs de guerre engagés à la fin des années 1960 par Mao. L'armée chinoise était prioritaire pour la distribution de céréales, même au Tibet, où plusieurs centaines de milliers de soldats étaient stationnés le long des frontières avec l'Inde. De plus, le gouvernement chinois envoya des dizaines de milliers de colons chinois au Tibet durant la révolution culturelle, et au Tibet central, l'immigration massive a véritablement commencé à partir de 1975.
Selon le Congrès de la jeunesse tibétaine, vers la fin de la révolution culturelle en 1976, des dizaines de milliers de Tibétains sont morts de faim dans l'Ü-Tsang en raison de la surculture des terres semées en blé.
Selon le témoignage de Gyeten Namgyal, un tailleur de Lhassa, durant la révolution culturelle, ceux qui n’avaient pas de travail mouraient tout simplement de faim.

## L'impunité
Selon Tsering Shakya, au contraire de la Chine continentale où le PCC purgea les personnes coupables de crimes durant révolution culturelle, ce ne fut pas le cas au Tibet, malgré les appels de personnalités comme le panchen-lama. En 1984, dans son discours au deuxième forum de travail sur le Tibet, Hu Yaobang mentionna des demandes d'expulsion de ces personnes, mais, ils reçurent des promotions avec des promesses qu'on pourrait les réformer. Pour Tsering Shakya, le PCC était incapable de trouver d'autres personnes de confiance pour diriger le Tibet, la Chine y étant confrontée aux problèmes d'une puissance coloniale.

### Ouvrages en français
- Anne-Marie Blondeau et Katia Buffetrille (sous la direction de), Le Tibet est-il chinois ?, ouvrage collectif, Albin Michel, coll. Sciences des religions, 2002  (ISBN 2226134263).
- Marie-Claire Bergère, La Chine de 1949 à nos jours, A. Colin, 2000.  (ISBN 2200251238 et 9782200251239)
- Fox Butterfield Chine, "survivant dans la mer d'amertume", Paris : Presses de la Cité, 1983,  (ISBN 2258012279 et 9782258012271)
- Laurent Deshayes, Histoire du Tibet, Fayard 1997,  (ISBN 978-2213595023)
- Pierre-Antoine Donnet, Tibet mort ou vif, Édition Gallimard; 1990: Nouv. éd. augm 1993,  (ISBN 978-2-07-071918-1 et 2-07-032802-3)
- Patrick French, (en) Tibet, Tibet: A Personal History Of A Lost Land (2003), (fr) Tibet, Tibet Une histoire personnelle d'un pays perdu, traduit de l'anglais par William Oliver Desmond, Albin Michel, 2005.
- Palden Gyatso, Le Feu sous la neige, Actes Sud, 1997  (ISBN 2742713581)
- Gilles Van Grasdorff, La nouvelle histoire du Tibet, Perrin, octobre 2006  (ISBN 2-262-02139-2).
- Thomas Laird, Dalaï-Lama Une histoire du Tibet : Conversations avec le Dalaï Lama, traduction Christophe Mercier, Plon, 2007,  (ISBN 2-259-19891-0),
- Michel Peissel, Les Cavaliers du Kham, guerre secrète au Tibet, Robert Laffont, Paris, 1972.
- Kim Yeshi, Tibet Histoire d'une tragédie, préface de 14e Dalaï Lama, La Martinière, février 2009,  (ISBN 978-2-7324-3700-2).
- Woeser, Mémoire interdite. Témoignages sur la Révolution culturelle au Tibet, traduit par Li Zhang & Bernard Bourrit, éd. Gallimard, 2010,  (ISBN 2070131157)

### Ouvrages en anglais
- (en) Melvyn Goldstein, Ben Jiao, et Tanzen Lhundrup, On the Cultural Revolution in Tibet. The Nyemo Incident of 1969, University Presses Of California, Columbia And Princeton (United States), 2009,  (ISBN 0520256824)[79].
- (en) Mobo C. F. Gao, Battle for China's Past: Mao and the Cultural Revolution, London and Ann Arbor, Pluto Press, 2008, XI + 270 p.,  (ISBN 074532780X et 978-0745327808)
- (en) Dawa Norbu, Tibet : the road ahead, 1998, Rider & Co,  (ISBN 978-0712671965)